# Adam Dunkels
Adam Erik Dunkels, född 28 maj 1978 i Luleå, är en svensk entreprenör, programmerare , civilingenjör och grundare av Thingsquare. Dunkels, som är teknologie doktor, är känd för sin programvara för inbyggda system som används i ett stort antal olika inbyggda system, bland annat operativsystemet Contiki samt TCP/IP-programvaran lwIP och uIP. Han har även utvecklat programmeringsabstraktionen protothreads. Namnet på doktorsavhandligen var " Programming Memory-Constrained Networked Embedded Systems" och licentiatavhandligen "Towards TCP/IP for Wireless Sensor Networks",
Adam Dunkels är son till matematikern Andrejs Dunkels  och statistikern Kerstin Vännman samt bror till Elza Dunkels.
I februari 2008 tilldelades Adam Dunkels Chester Carlson-priset för sin forskning.